# 오하라에

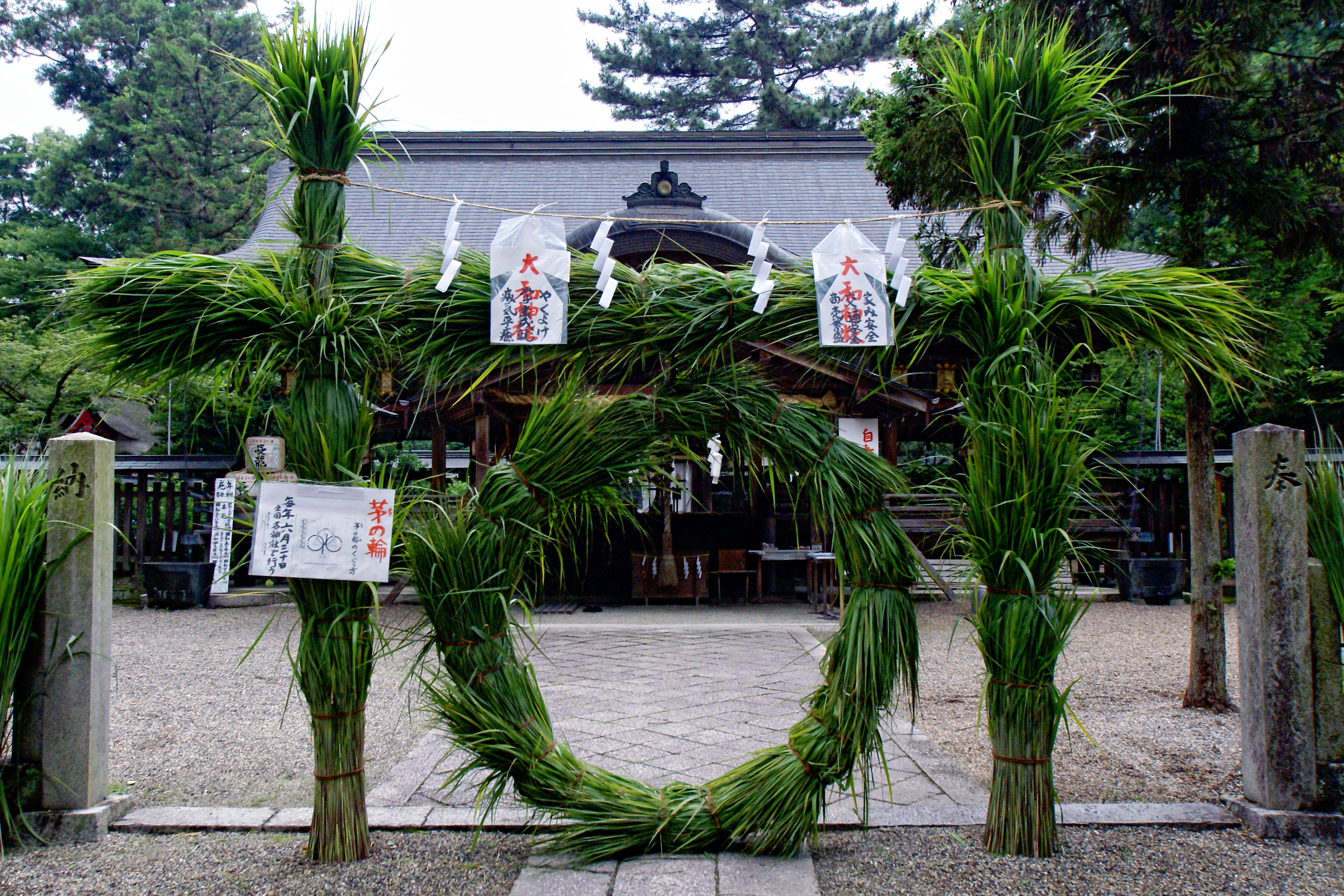
오하라에 의식에 필요한 도구

오하라에(일본어: 大祓)는 6월, 12월 말에 신사에서 하는 큰 액막이 의식이다.

## 같이 보기
- 갈랜드